# Чемпионат Польши по футболу 1946
Чемпионат Польши по футболу 1946 — розыгрыш Чемпионата Польши по футболу в нелиговой форме. В связи с расформированием ряда польских команд во время Второй мировой войны и потерей значительного количества футболистов, к чемпионату были допущены победители региональных турниров. Победителем чемпионата стала Полония (Варшава).

## Информация
- Чемпион Польши: Полония (Варшава)
- Вице-чемпион: Варта (Познань)

## 1/16 финала
- Огниско (Седльце) — ККС (Ольштын) — 7:0
- Буржа (Вроцлав) — Почтовый (Щецин) — 1:2

## 1/8 финала
- АКС (Хожув) — Поморянин (Торунь) — 5:3
- РКУ (Сосновец) — Гедания (Гданьск) — 6:2
- Радомяк (Радом) — Люблянка (Люблин) — 5:0
- Варта (Познань) — Почтовый (Щецин) — 10:2
- Скра (Ченстохова) — Танча (Кельце) — 3:5
- Полония (Варшава) — Огниско (Седльце) — 5:0
- Висла (Краков) — Чувай (Пшемысль) — 4:0
- Лодзь — Ожел (Горлице) — 8:1

## 1/4 финала
- Танча (Кельце) — Варта (Познань) — 1:3
- Висла (Краков) — Полония (Варшава) — 2:3
- Лодзь — Радомяк (Радом) — 3:1
- АКС (Хожув) — РКУ (Сосновец) — 4:0 — матч был прерван по техническим причинам на 66 минуте и доигран на следующий день.

## Финальная группа
Финальная четвёрка играла матчи каждый с каждым дома и на выезде.
| М | Команда           | И | В | Н | П | Мячи    | ±   | О | Примечания     |
| - | ----------------- | - | - | - | - | ------- | --- | - | -------------- |
| 1 | Полония (Варшава) | 6 | 4 | 1 | 1 | 18 − 12 | +6  | 9 | Чемпион Польши |
| 2 | Варта (Познань)   | 6 | 2 | 2 | 2 | 16 − 17 | −1  | 6 |                |
| 3 | АКС (Хожув)       | 6 | 2 | 1 | 3 | 17 − 11 | +6  | 5 |                |
| 4 | Лодзь             | 6 | 2 | 0 | 4 | 16 − 27 | −11 | 4 |                |

И — игры, В — выигрыши, Н — ничьи, П — проигрыши, Мячи — забитые и пропущенные голы, ± — разница голов, О — очки

## Бомбардиры
|    | Имя            | Голы | Клуб              |
| 1. | Генрик Сподзея | 8    | АКС (Хожув)       |
| 2. | Ежи Чулаж      | 7    | Полония (Варшава) |
| 2. | Тадеуш Швицаж  | 7    | Полония (Варшава) |